# Lejkówka szarawa

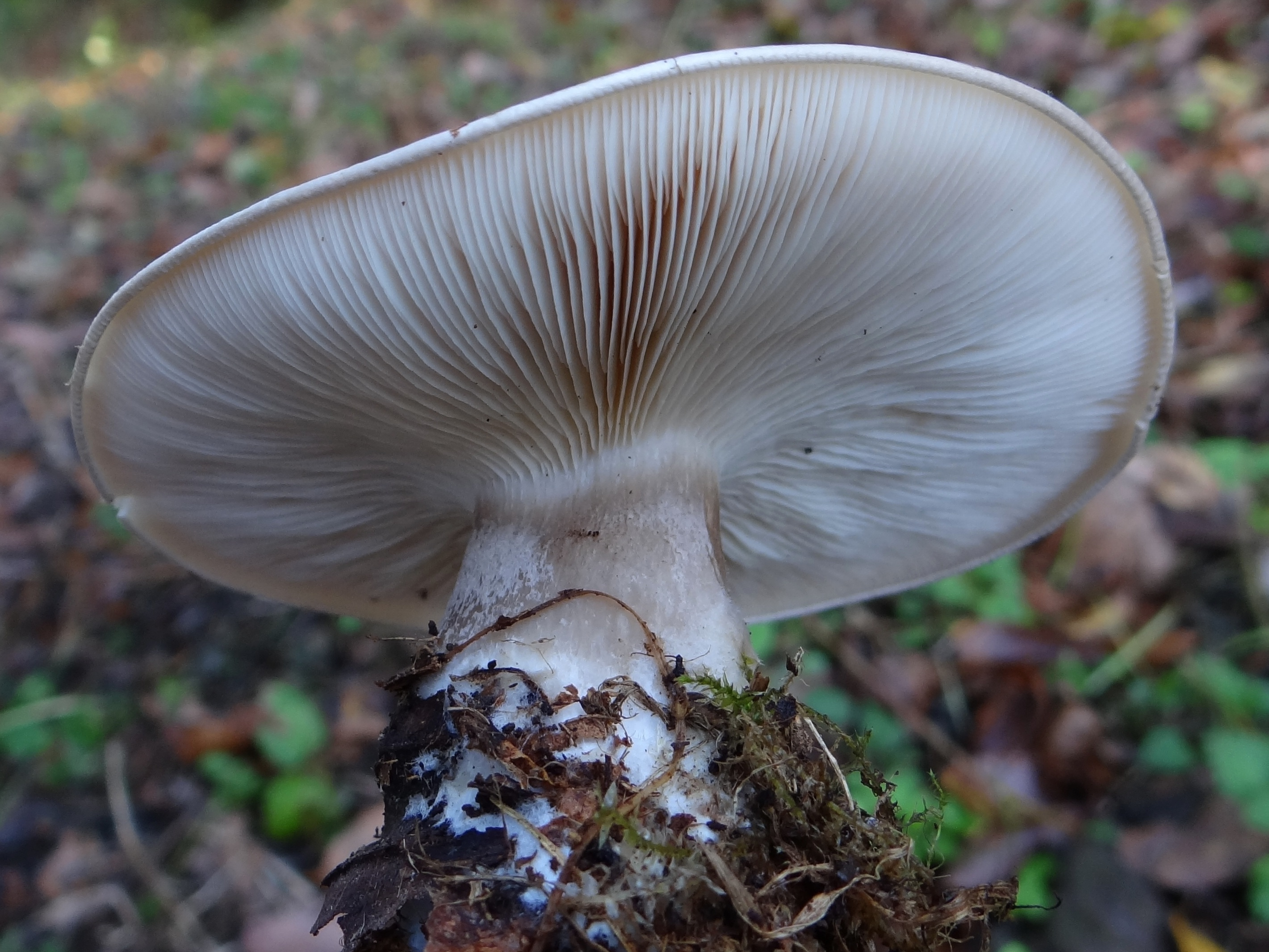

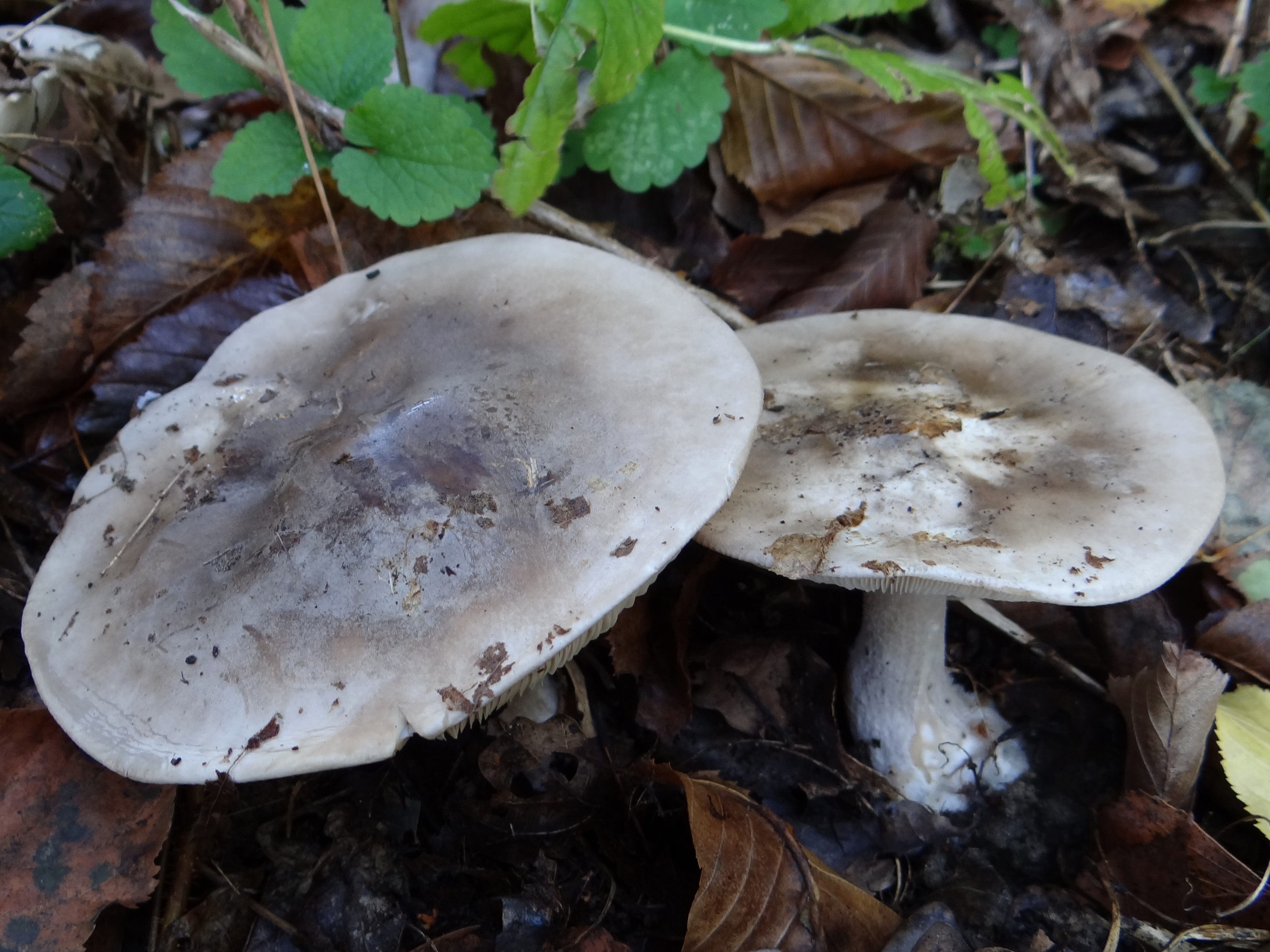

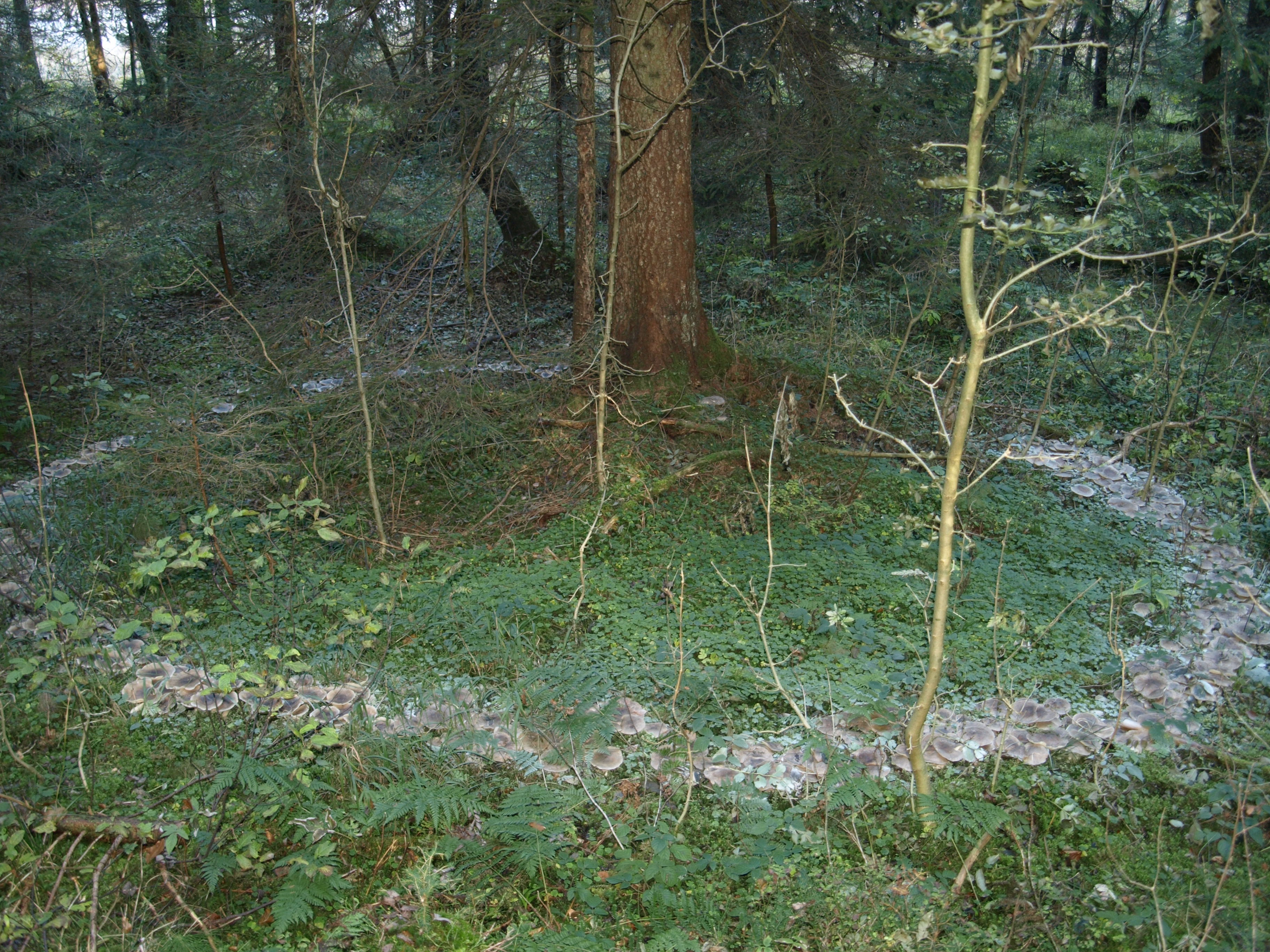
Czarcie koło Clitocybe nebularis

Lejkówka szarawa (Clitocybe nebularis (Batsch) Kumm.) – gatunek grzybów z rzędu pieczarkowców (Agaricales).

## Systematyka i nazewnictwo
Pozycja w klasyfikacji według Index Fungorum: Clitocybe, Incertae sedis, Agaricales, Agaricomycetidae, Agaricomycetes, Agaricomycotina, Basidiomycota, Fungi.
Po raz pierwszy takson ten zdiagnozował w 1789 r. August Johann Batsch nadając mu nazwę Agaricus nebularis. Obecną, uznaną przez Index Fungorum nazwę nadał mu w 1871 r. Paul Kummer, przenosząc go do rodzaju Clitocybe. Niektóre synonimy naukowe:

- Agaricus nebularis Batsch 1789
- Agaricus nebularis Batsch 1789 var. nebularis
- Agaricus nebularis var. nigra Batsch
- Clitocybe alba (Bataille) Singer 1951
- Clitocybe nebularis var. alba Bataille 1911
- Clitocybe stenophylla P. Karst. 1881
- Gymnopus nebularis (Batsch) Gray, 1821
- Lepista nebularis (Batsch) Harmaja 1974
- Omphalia nebularis (Batsch) Quél. 1886

Nazwę polską zaproponował Władysław Wojewoda w 2003 r. W polskim piśmiennictwie mykologicznym ma też inne nazwy: bedłka dymowa, bedłka mgława, gąsówka mglista, lejkówka mglista.

## Morfologia
Kapelusz
Średnica 5–15 cm, początkowo wypukły, później nisko łukowaty, na koniec płaski lub przegięty. Zazwyczaj posiada szeroki i tępy garb, brzegi długo pozostają podwinięte. Jest niehigrofaniczny, mięsisty i w całości biało oszroniony. Kolor od biało-siwego poprzez siwy do popielatego z brązowym odcieniem. Brzeg kapelusza jaśniejszy.
Blaszki
Niskie, cienkie, gęste i zbiegające na trzon. Najpierw są białe, potem ochrowo-kremowe, a u starszych okazów pojawiają się na nich brązowe plamy.
Trzon
Wysokość 6–12 cm, grubość do 3 cm, z zewnątrz jest włóknisty. U młodych okazów pałkowaty i pełny, później walcowaty i watowaty lub pusty. W nasadzie zawsze pozostaje zgrubiały. Kolor biały do blado-szarego.
Miąższ
Biały, twardy, mięsisty, nie zmienia zabarwienia po przekrojeniu. Smak i zapach bardzo zmienny. Niekiedy pachnie jak świeżo zmielona mąka, innym razem nieprzyjemnie. Przez większość ludzi zapach uważany jest za nieprzyjemny.
Wysyp zarodników
Biały do kremowego. Zarodniki, elipsoidalne, gładkie, bezbarwne, o średnicy 6–7 × 3 µm.

## Występowanie i siedlisko
Występuje w Ameryce Północnej, Europie i Azji, ponadto podano jej występowanie w Maroku i na Nowej Zelandii. W Europie Środkowej gatunek wszędzie rozprzestrzeniony i częsty. Jest jednym z najliczniejszych grzybów późnojesiennych w Europie. Również w Polsce jest bardzo pospolity.
Naziemny grzyb saprotroficzny. Rośnie od września do listopada w różnego typu lasach liściastych i iglastych. Najczęściej występuje w bujnych lasach bukowych oraz na igliwiu w lasach świerkowych. Często występuje razem z gąsówką fioletowawą. Czasami stare owocniki lejkówki szarawej atakowane są przez pewien gatunek pasożytniczego grzyba (pochwiaka pasożytniczego), który powoduje deformacje kapeluszy tej lejkówki. Lejkówka mglista zazwyczaj występuje w wielkich gromadach, czasami liczących setki osobników. Czasami tworzy tzw. czarcie koła.
Na starych okazach lejkówki szarawej czasami występuje inny, nagrzybny grzyb – pochwiak grzybolubny (Volvariella surrecta).

## Znaczenie
- Grzyb trujący. W większości dawnych atlasów grzybów uważana była za grzyb niejadalny, niesmaczny, ciężkostrawny lub jadalny po odpowiedniej obróbce. Ewald Gerhard podaje np. że jest jadalna po wygotowaniu i odlaniu wody[11]. Obecnie jednak wiadomo, że powoduje zaburzenia żołądkowo-jelitowe. Odpowiada za to zawarta w niej nebularyna. Jest to związek purynowy mający własności antybakteryjne np. w stosunku do prątka gruźlicy. Ma również własności cytostatyczne, jednak nie może być wykorzystany w lecznictwie ze względu na swoje silne własności toksyczne[12].
- Zawiera klitocybinę A i B. Substancje te hamują rozwój prątka gruźlicy[13].